# Yuly Ferreira
Yuly Mildred Ferreira Angarita (Bucaramanga, Santander, Colombia, 21 de abril de 1984) es una actriz colombiana, reconocida principalmente por su papel como Renata en la telenovela Las muñecas de la mafia, de Caracol Televisión, y como Yorley en la telenovela El último matrimonio feliz, del Canal RCN. 

## Biografía
Nació en Bucaramanga, Colombia.  Reina de la panela, villeta 2001, Su debut fue la telenovela colombiana Mesa para tres, en 2004. Luego participó en la telenovela La Saga, negocio de familia. En el año 2005 se casó con el actor Fabián Ríos.  Su actuación más reconocida hasta el momento fue en Las muñecas de la mafia (2009).
Participó para la revista de 11 minutos como la paparazzi del día junto a las protagonistas de Las muñecas de la mafia, participó además en shows de televisión como Sábados Felices y Duro contra el muro donde fue unos de los jueces de la noche. Actualmente vive en Miami

## Filmografía

### Televisión
| Año       | Título                                | Personaje              | Canal              |
| --------- | ------------------------------------- | ---------------------- | ------------------ |
| 2015      | Dueños del paraíso                    | Daisy Muñoz            | Telemundo          |
| 2012      | El Talismán                           | Rita                   | Univisión          |
| 2011      | La traicionera                        | Luciana                | Canal RCN          |
| 2011      | Mujeres asesinas                      | Laura, la madre amante | RCN Televisión     |
| 2011      | El Fantasma de Elena                  | Sandra                 | Telemundo          |
| 2011      | Confidencial                          | Jenny                  | Caracol Televisión |
| 2009-2010 | Las muñecas de la mafia               | Renata Gómez           | Caracol Televisión |
| 2008-2009 | Tiempo final                          |                        | Fox Channel        |
| 2008-2009 | El último matrimonio feliz            | Yorley Zúñiga Velasco  | Canal RCN          |
| 2006      | Aprendiendo a vivir                   |                        | Las Estrellas      |
| 2005-2006 | Los Reyes                             | Liliana                | Canal RCN          |
| 2004-2005 | La saga, negocio de familia           | Marieta Castro         | Caracol Televisión |
| 2004      | Mesa para tres                        | Violeta Gamarra        | Caracol Televisión |
| 2002      | Historia de hombres solo para mujeres | Violeta                | Caracol Televisión |

## Premios obtenidos
| Año  | Premio      | Producción              | Categoría    | Resultado |
| ---- | ----------- | ----------------------- | ------------ | --------- |
| 2009 | Latin pride | Las muñecas de la mafia | Mejor Actriz | Ganadora  |